# Arkhimedes (revista)
Arkhimedes (Revista de Física i Matemàtiques) publicat des de 1948, és publicat per la Societat Finlandesa de Física i la Societat Finlandesa de Matemàtiques.
La revista inclou articles sobre qüestions de recerca actuals, ressenyes de llibres, notícies i discussió sobre temes d'actualitat i esdeveniments dels membres.

## Història
Arkhimedes és una revista de física i matemàtiques fundada el 1948. Una de les idees principals de la revista és publicar articles de la matèria en llengües nacionals i per això també presta atenció al desenvolupament del vocabulari. L'objectiu de la revista és ser una revista de notícies de física i matemàtiques per als membres del club i d'altres entusiastes de la indústria, i publicar articles científics en un format de sentit comú, per exemple, per a les necessitats dels professors de matemàtiques i física de lescola.